# Parc Nacional de Khenifra
El parc nacional de Khenifra (amazic: ⴰⴼⵔⴰⴳ ⴰⵏⴰⵎⵓⵔ ⵏ ⵅⵏⵉⴼⵕⴰ) es troba a la regió de Fes-Meknès, al Marroc, entre les províncies de Khenifra i Ifrane, entre el llac Aguelmame Aziza i el llac Aguelmame Sidi Ali. La ciutat de Khenifra, que envolta el parc, té una posició estratègica entre Fes i Marràqueix, al cor de l'Atles Mitjà, que està a 82 km al sud-oest d'Azrou i 130 km al nord de Beni Mellal per la carretera nacional N·81. El Parc Nacional Khénifra és el de més recent creació al Marroc, sent establert l'any 2008, a causa de la importància econòmica i ambiental del Mig Atles, i la urgència per les amenaces al seu recursos naturals. Aquesta reserva natural, cobreix una àrea de 202.700 hectàrees.

## Galeria

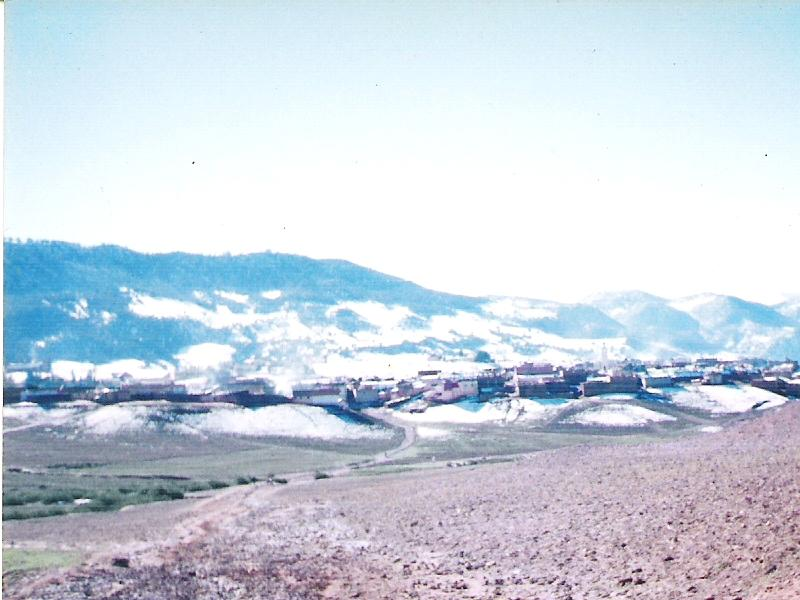
Krouchen en hivern.
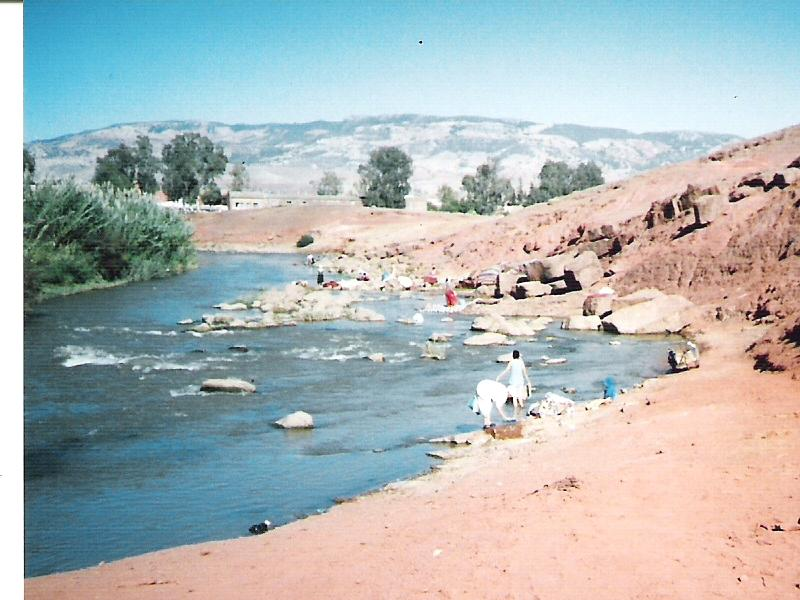
Oum Errabiaa a Khénifra.
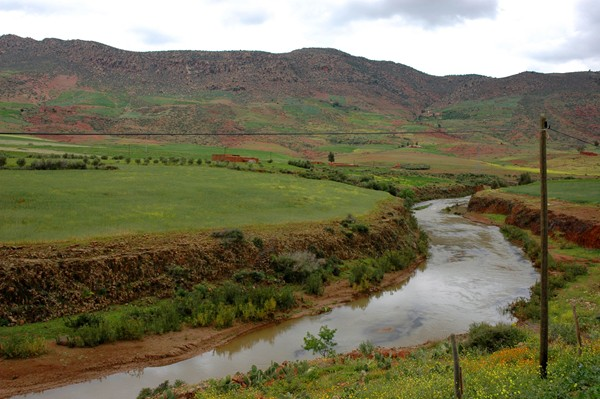
L'Oum Errabiaa vora Khénifra.
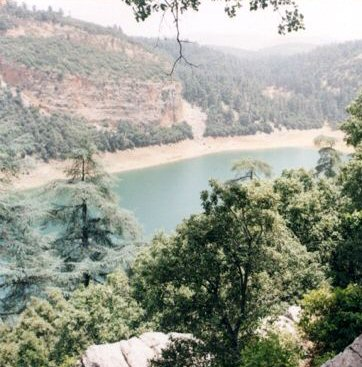
Llac Aguelmame Aziza